# Freier Turn- und Sportverein 1922 Straubing 2021-2022
Questa voce raccoglie le informazioni riguardanti il Freier Turn- und Sportverein 1922 Straubing nelle competizioni ufficiali della stagione 2021-2022.

## Stagione
Il Freier Turn- und Sportverein 1922 Straubing partecipa alla stagione 2021-22 con la denominazione sponsorizzata NawaRo Straubing.
Partecipa alla 1. Bundesliga, classificandosi al undicesimo posto in regular season, senza quindi qualificarsi ai play-off scudetto. In Coppa di Germania esce di scena ai quarti di finale, sconfitto dal MTV Stoccarda.

## Organigramma societario
Area direttiva
- Presidente: Ingrid Senft

Area tecnica
- Allenatore: Bart van der Mark
- Allenatore in seconda: Bernhard Prem
- Scoutman: Andreas Wallner

Area sanitaria
- Medico: Markus Vogt
- Fisioterapista: Alexander Carl Duschl, Christina Haimerl, Peter Kunzmann, Martina Reil, Nina Vogt

## Rosa
| N° | Nome                 | Ruolo | Data di nascita   | Nazionalità sportiva |
| -- | -------------------- | ----- | ----------------- | -------------------- |
| 1  | Antonia Herpich      | L     | 4 marzo 2005      | Germania             |
| 2  | Puck Hoogers         | S     | 17 novembre 2003  | Paesi Bassi          |
| 3  | Lina-Marie Lieb      | S     | 30 luglio 2001    | Germania             |
| 4  | Anna Mebus           | P     | 5 novembre 1999   | Paesi Bassi          |
| 5  | Sabrina Krause       | C     | 18 dicembre 1998  | Germania             |
| 6  | Sina Fuchs           | S     | 28 settembre 1992 | Germania             |
| 8  | Lindsay Kleuskens    | C     | 14 dicembre 1999  | Canada               |
| 9  | Emilia Jordan        | P     | 26 luglio 2005    | Germania             |
| 10 | Elisabeth Kettenbach | P     | 28 gennaio 2001   | Germania             |
| 11 | Amber de Tant        | L     | 22 marzo 1998     | Belgio               |
| 14 | Julia Brown          | S     | 3 febbraio 1996   | Stati Uniti          |
| 15 | Marie Hänle          | O     | 8 settembre 2002  | Germania             |
| 18 | Samantha Cash        | C     | 5 maggio 1993     | Stati Uniti          |

## Statistiche

### Statistiche di squadra
| Competizione      | Punti | In casa | In casa | In casa | In trasferta | In trasferta | In trasferta | Totale | Totale | Totale |
| Competizione      | Punti | G       | V       | P       | G            | V            | P            | G      | V      | P      |
| ----------------- | ----- | ------- | ------- | ------- | ------------ | ------------ | ------------ | ------ | ------ | ------ |
| 1. Bundesliga     | 7     | 11      | 2       | 9       | 11           | 1            | 10           | 22     | 3      | 19     |
| Coppa di Germania | -     | 0       | 0       | 0       | 2            | 1            | 1            | 2      | 1      | 1      |
| Totale            | -     | 11      | 2       | 9       | 13           | 2            | 11           | 24     | 4      | 20     |

G = partite giocate; V = partite vinte; P = partite perse

### Statistiche dei giocatori
| Giocatrice    | 1. Bundesliga | 1. Bundesliga | 1. Bundesliga | 1. Bundesliga | 1. Bundesliga | Coppa di Germania | Coppa di Germania | Coppa di Germania | Coppa di Germania | Coppa di Germania | Totale | Totale | Totale | Totale | Totale |
| Giocatrice    | P             | PT            | AV            | MV            | BV            | P                 | PT                | AV                | MV                | BV                | P      | PT     | AV     | MV     | BV     |
| ------------- | ------------- | ------------- | ------------- | ------------- | ------------- | ----------------- | ----------------- | ----------------- | ----------------- | ----------------- | ------ | ------ | ------ | ------ | ------ |
| J. Brown      | 22            | 271           | 235           | 11            | 25            | 1                 | 15                | 15                | 0                 | 0                 | 23     | 286    | 250    | 11     | 25     |
| S. Cash       | 17            | 120           | 88            | 27            | 5             | 1                 | 2                 | 2                 | 0                 | 0                 | 18     | 122    | 90     | 27     | 5      |
| A. de Tant    | 20            | 4             | 3             | 1             | 0             | 1                 | 0                 | 0                 | 0                 | 0                 | 21     | 4      | 3      | 1      | 0      |
| S. Fuchs      | 19            | 142           | 116           | 15            | 11            | 1                 | 3                 | 2                 | 0                 | 1                 | 20     | 145    | 118    | 15     | 12     |
| M. Hänle      | 13            | 120           | 108           | 10            | 2             | 1                 | 4                 | 4                 | 0                 | 0                 | 14     | 124    | 112    | 10     | 2      |
| A. Herpich    | 15            | 3             | 0             | 0             | 3             | -                 | -                 | -                 | -                 | -                 | 15     | 3      | 0      | 0      | 3      |
| P. Hoogers    | 22            | 209           | 182           | 12            | 15            | 1                 | 3                 | 3                 | 0                 | 0                 | 23     | 212    | 185    | 12     | 15     |
| E. Jordan     | 21            | 17            | 4             | 5             | 8             | 1                 | 2                 | 0                 | 1                 | 1                 | 22     | 19     | 4      | 6      | 9      |
| E. Kettenbach | 5             | 1             | 0             | 0             | 1             | -                 | -                 | -                 | -                 | -                 | 5      | 1      | 0      | 0      | 1      |
| L. Kleuskens  | 18            | 24            | 7             | 10            | 7             | 1                 | 0                 | 0                 | 0                 | 0                 | 19     | 24     | 7      | 10     | 7      |
| S. Krause     | 17            | 16            | 6             | 4             | 6             | 1                 | 1                 | 1                 | 0                 | 0                 | 18     | 17     | 7      | 4      | 6      |
| L.M. Lieb     | 18            | 9             | 8             | 1             | 0             | 1                 | 2                 | 2                 | 0                 | 0                 | 19     | 11     | 10     | 1      | 0      |
| A. Mebus      | 19            | 31            | 12            | 13            | 6             | 1                 | 0                 | 0                 | 0                 | 0                 | 20     | 31     | 12     | 13     | 6      |

P = presenze; PT = punti totali; AV = attacchi vincenti; MV = muri vincenti; BV = battute vincenti